# فؤاد الكعام
فؤاد الكعام (مواليد 27 ماي 1988) عداء مغربي متخصص في المسافات المتوسطة. شارك في سباق 1500 متر في بطولة العالم لألعاب القوى 2015 وأولمبياد 2016.

## روابط خارجية
- فؤاد الكعام على موقع الاتحاد الدولي لألعاب القوى (الإنجليزية)
- فؤاد الكعام على موقع الدوري الماسي (الإنجليزية)
- فؤاد الكعام على موقع اللجنة الأولمبية الدولية (الإنجليزية)
- فؤاد الكعام على موقع أوليمبيديا (الإنجليزية)
- فؤاد الكعام على موقع اللجنة الأولمبية المغربية (الفرنسية)